# Малък тритон на Шмитлер
Малките тритони на Шмитлер (Lissotriton schmidtleri) са вид дребни земноводни от семейство Саламандрови (Salamandridae).
Разпространени са в северозападна Мала Азия и по-голямата част от Тракия, на територията на Турция, България и Гърция. Ареалът им граничи с ареалите на близкородствените видове малък гребенест тритон (L. vulgaris) на север, гръцки малък тритон (L. graecus) на запад и малък тритон на Косвиг (L. kosswigi) на запад.
Малкият тритон на Шмитлер е описан за пръв път през 1988 година от Кристофър Раксуърти като Triturus vulgaris schmidtleri, подвид на малкия гребенест тритон. След като последвалите генетични изследвания показват, че малките тритони са видов комплекс от отделни еволюционни линии, през 2017 година малкият тритон на Шмитлер е обособен като самостоятелен вид.
Видът се отличава от останалите видове в комплекса главно по вторичните полови белези на мъжките през размножителния период. Външният му вид е много близък до този на малкия гребенест тритон, но мъжките са относително дребни, с дължина до 5 – 7 сантиметра. Гръбният гребен достига 2 и повече милиметра на височина и е назъбен. Краят на опашката е удължен, но не завършва с тънка нишка, както е при обитаващия съседен ареал малък тритон на Косвиг. Тялото е леко четвъртито, но няма дорсо-латерални гънки. Ципите на пръстите на краката са слабо развити. Наблюдавани са педоморфни възрастни екземпляри.
Към 2022 година Международният съюз за защита на природата не е оценявал самостоятелния природозащитен статус на малкия тритон на Шмителр. Тъй като ареалът му е значително по-малък от този на видовия комплекс като цяло, той вероятно би бил по-уязвим от него.